# Žamila Kolonomos
Žamila (También Zhamila, Jamila, Djamila) Andžela Kolonomos (18 de junio de 1922 – 18 de junio de 2013) fue una partisana, escritora, académica, y activista política judía sefardita de Yugoslavia y lo que hoy es Macedonia del norte.
Durante la ocupación búlgara de su ciudad natal, Bitola (antaño llamada Monastir), Kolonomos se unió a la resistencia antifascista de los partisanos yugoslavos. Después de luchar para liberar a Macedonia de las fuerzas de Eje, regresó a Monastir para encontrarse con que toda su familia había sido asesinada en un campo de exterminio nazi. Posteriormente, se muda a la capital, Skopie, convirtiéndose en profesora en la Universidad Santos Cirilo y Metodio de Skopie y se dedica a trabajar por la preservación de la historia y la lengua de la comunidad judía de su país.

## Primeros años
Žamila Kolonomos nació en 1922 en Monastir, ahora Bitola, Macedonia del Norte. Creció en la comunidad judía de la ciudad, en la cual su padre trabajaba como gerente de una oficina de banco. Sus padres, Isak y Esterina Fransez Kolonomos, tuvieron cinco niños. Su padre era un judío romaniote y su madre era sefardita. La familia Kolonomos no era muy religiosa, aunque observaban las festividades judías. Como resultado de residir en una región multicultural y de los diferentes orígenes de sus padres, en su hogar creció hablando ladino, griego, francés, serbio, y turco.
En su adolescencia, Kolonomos estudió en la escuela judía francesa de Bitola a principios de 1940. Se hizo miembro de la organización juvenil sionista de izquierda, Hashomer Hatzair.

## Segunda Guerra Mundial
En 1941, Alemania y luego Bulgaria ocuparon la Macedonia Yugoslava, incluyendo Monastir. A la edad de 19 años, poco después del principio de la ocupación, Kolonomos se unió a los partisanos yugoslavos, la resistencia comunista a la ocupación por parte de las fuerzas del Eje. Su unión a los partisanos fue animada por su padre, quien la veía como una manera de protegerla; su madre fallecido un año antes de un ataque al corazón.
Ya con anterioridad, Žamila se había implicado en acciones antifascistas dentro de Hashomer Hatzair, elaborando zapatos para la resistencia y recogiendo armas. Ayudó a la fundación de grupos de resistencia clandestinos de mujeres y jóvenes.

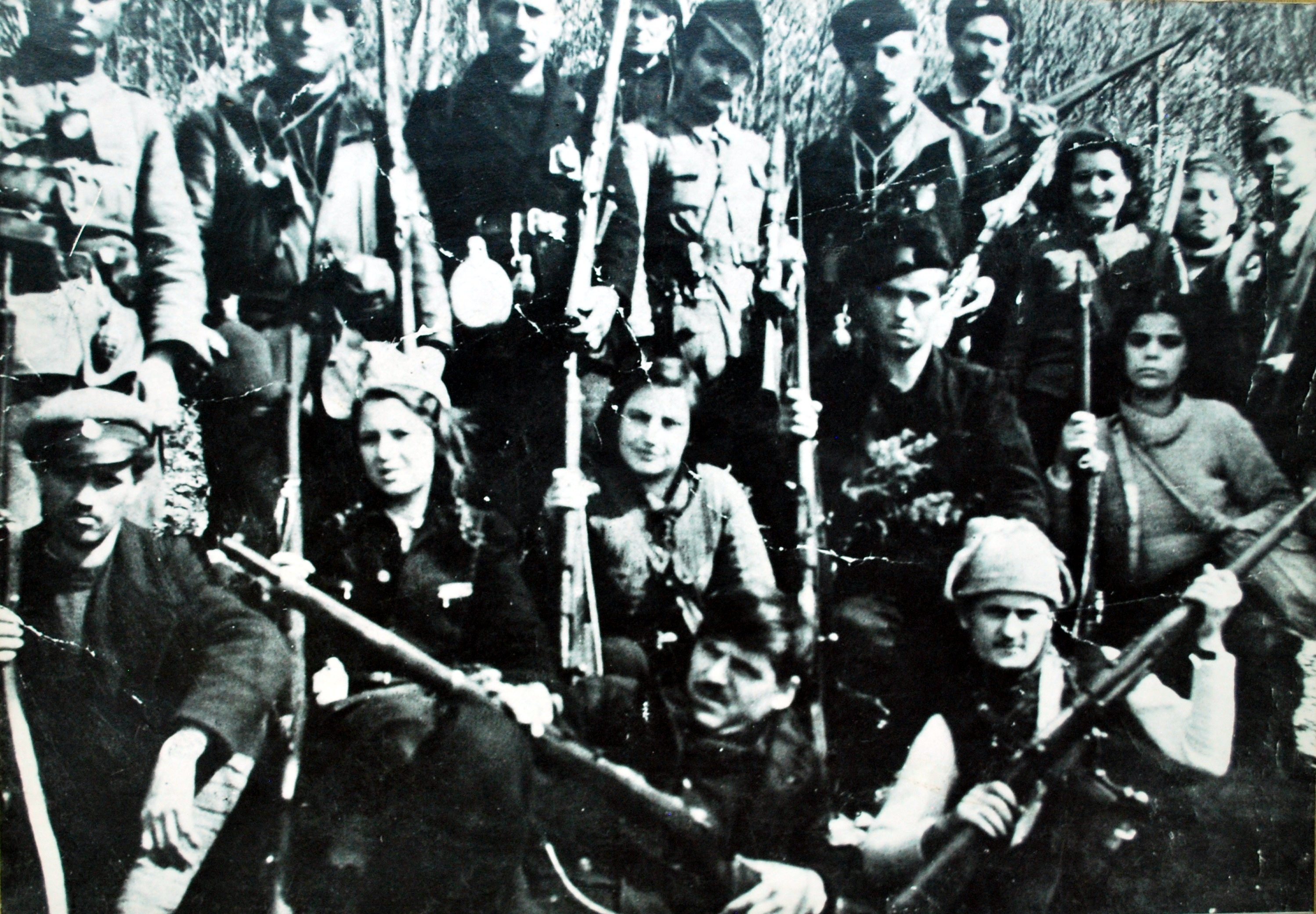
Žamila Kolonomos (al centro) con luchadores del destacamento Dame Gruev en Macedonia durante la Segunda Guerra Mundial. Estreya Ovadya aparece en la segunda fila a la derecha.

Cuando los judíos de Monastir fueron acorralados y deportados en marzo de 1943, Kolonomos y otros miembros judíos de la Resistencia como Estreya Ovadya lograron escapar escondiéndose en un kiosco de venta de cigarrillos. Huyó de la ciudad y se unió al destacamento de Damyan Gruev del Ejército Partisano el mes siguiente. La comunidad judía de Monastir fue casi completamente exterminada; Kolonomos perdió a 18 miembros de su familia, incluyendo su padre, abuelos, y hermanos, quienes fueron enviados al campo de exterminio de Treblinka. Fue la única miembro de su familia inmediata y extendida en sobrevivir al Holocausto.
Luchando bajo el nome de guerre Tsveta, ascendió al rango de comisaria para varios batallones, y luego fue nombrada subcomisaria de una brigada Macedonia y de la 42.ª División del Ejército Popular de Liberación y Destacamentos Partisanos de Yugoslavia. También trabajó como editora del diario de su destacamento.
Luego de casi morir de inanición en el invierno de 1943–1944, Kolonomos fue herida por un fragmento de un explosivo y herida en la espalda durante la batalla por la liberación de Debar el agosto siguiente. Sobrevivió, y la región de Macedonia fue plenamente liberada en noviembre de 1944.

## Posguerra
Luego de la liberación de Macedonia, se casó con su compañero de lucha Čede Filipovski Dame, quien había salvado su vida en varias ocasiones, en diciembre de 1944. Su marido falleció en un accidente de motocicleta en junio de 1945; Kolonomos dio a luz a su hija, Mira, un mes más tarde. Unos meses después, a finales de 1945, se muda a la capital, Skopie, luego de haberse enterado de la muerte de su familia. Allá, se casó con el también judío de Bitola Avram Sadikario, en junio de 1947. La pareja tuvo un hijo, Samuel, y estuvieron casados hasta la muerte de Sadikario en 2007. Sin embargo, la tragedia volvió a su vida en 1963 cuando su hija Mira, de 18 años, falleció en el terremoto de Skopie.
En los años posteriores a la guerra, recibió varias condecoraciones en reconocimiento a su servicio activo en la resistencia, incluyendo la Medalla Conmemorativa de los Partisanos de 1941. Continuó su activismo político a través de la Alianza de la Resistencia Yugoslava, la Unión por la Protección de la Niñez de Macedonia y la Alianza de Mujeres Antifascistas de Macedonia. Fue presidenta de la Unión de Asociaciones de Mujeres, la Unión de Veteranos de Guerra y otros grupos. En 1956, viajó a China en una delegación representando a Yugoslavia, conociendo en persona a Mao Zedong.
Kolonomos fue disputada a la Asamblea Nacional de la República Socialista de Macedonia, y miembro del Consejo de la República de Macedonia hasta su jubilación.

## Carrera académica y literaria
Kolonomos recibió un doctorado en Ladino de la Universidad Santos Cirilo y Metodio de Skopie en 1961, y se desempeñó como profesora de filología románica en 1962. Ella también estudiado en la Sorbona en este período.
Escribío y fue la editora de varios libros sobre la historia de la región, el idioma judeo-español y la resistencia yugoslava-macedonia durante la Segunda Guerra Mundial. Dentro de sus trabajos más notables se encuentra Esto notablemente incluye Евреите во Македонија во Втората светска војна 1941-1945 (los judíos en Macedonia durante la Segunda Guerra Mundial) , el cual fue originalmente publicado en macedonio y escrito conjuntamente con Vera Veskoviḱ-Vangeli.
En los años 70, publicó dos colecciones acerca de la cultura, historia e idioma de los sefardíes: Poslovice i izreke sefardskih Jevreja Bosne i Hercegovine, el cual habla acerca de la comunidad sefardí de Bosnia y Herzegovina, y Poslovice, izreke i priče sefardskih Jevreja Makedonije, el cual habla acerca de la comunidad judía de Macedonia. Está considerada como la única investigadora del patrimonio cultural y lingüístico de los judíos de Macedonia en este periodo.
Su memoria Monastir sin Djudios, publicada en 2006, fue traducida al inglés en 2008 como Monastir Without Jews: Recollections of a Jewish Partisan in Macedonia. Posteriormente, su memoria de la resistencia Dviženjeto na otporot i Evreite od Makedonija, publicada en 2007, fue traducida a inglés en 2013 bajo el títulohe Resistance Movement and the Jews From Macedonia.
Sus libros han sido publicados tanto en judeoespañol como en macedonio.

## Muerte y legado
Žamila Kolonomos falleció en Skopie en 2013, a la edad de 91 años.
Su trabajo representa una de los pocos relatos en primera persona de la vida judía y el Holocausto en lo que es hoy Macedonia del norte. Una colección de sus fotografías, documentos, medallas, y otros objetos personales se encuentra en el Museo del Holocausto de los Estados Unidos.

## Obras seleccionadas
- Poslovice i izreke sefardskih Jevreja Bosne i Hercegovine (1976)
- Poslovice, izreke i priče sefardskih Jevreja Makedonije (1978)
- Evreite vo Makedonija vo Vtorata svetska vojna, 1941-1945 (con Vera Veskoviḱ-Vangeli, 1986)
- Sefardski odglasi: Studii i sekavanyaza evreite od Makedoniya (1995)
- Monastir sin Djudios (2006)